# 米倉涼子
米倉 涼子（よねくら りょうこ、1975年〈昭和50年〉8月1日 - ）は、日本の女優、ファッションモデル。神奈川県横浜市出身。オスカープロモーションを経て、2020年4月から自身が設立した個人事務所「Desafio」に所属。松田秀知の作品に携わることが多かった。

## 略歴
横浜市立南希望が丘中学校、神奈川県立旭高等学校卒業。
5歳からの15年間、クラシックバレエを続けていた。小学3年生からは牧阿佐美バレヱ団のジュニアスクールに通い、その後AMスチューデンツに合格、谷桃子バレエ団にも通ってコンクールにも出場した。
1992年、高校生の時に友人が応募してくれたことがきっかけで、オスカープロモーション主催「第6回全日本国民的美少女コンテスト」の審査員特別賞を受賞、翌年モデルとしてデビューし、ファッション雑誌 『CanCam』（小学館）などに掲載された。
1999年6月30日、「女優宣言お披露目発表会」を行った。以後は女優として、トレンディードラマを中心に活動。誰かのようになりたいとは考えていなかったが、ドラマ『非婚家族』（フジテレビ系）で共演、芝居を教えてくれた真田広之の姿を目の当たりにして、「（真田のような）芝居が好きな役者になりたい」と決意する。「米倉と松本清張の3部作」である『松本清張 黒革の手帖』、『松本清張 けものみち』、『松本清張・最終章 わるいやつら』（いずれもテレビ朝日系）では悪女役を演じて役柄を広げ、2006年秋には『黒革の手帖』の舞台版で本人念願の舞台を公演した。これが予想以上の反響を呼び、本人が役者としての精神を持つきっかけとなった。
2008年には『CHICAGO』の日本版で、ミュージカルに初出演。米倉は、ブロードウェイで鑑賞した同作品に魅了され、日本版の構想を聞きつけると自ら売り込み主役を得た。それまで本格的な歌を披露した経験はなかったが、主役をこなし、月刊誌『ミュージカル』が選んだ「2008年ミュージカルベストテン」の女優部門で7位に入った。2010年にも同作品を再演、この頃からブロードウェイ進出を考え始め、2011年には渡米して三ヶ月間ジャズダンスやバレエのレッスンを受けた。2012年7月には『CHICAGO』でブロードウェイで主演デビュー。日本人女優がアジア系でないアメリカ人の役柄を演じるのはブロードウェー史上初で、アジア出身の俳優としても初めて。同年10月から主演を演じる『ドクターX〜外科医・大門未知子〜』シリーズ（テレビ朝日系）は当たり役であり、最高視聴率27.4%を記録するなど人気シリーズとなっている。
2014年12月26日に2歳年下の一般人男性と結婚。しかし、2016年12月30日に協議離婚が成立。
2020年3月24日、27年間所属したオスカープロモーションとの契約を同月31日を以って終了、退社することが発表される。同年4月3日、個人事務所「Desafio（デサフィオ）」を設立。
2022年9月28日、主演が決まっていたブロードウェイミュージカル『シカゴ』のブロードウェイ公演および日本凱旋公演について、「急性腰痛症及び仙腸関節障害による運動機能障害」と診断され、ドクターストップがかかったことから降板することが発表された。 

### 年表
- 1995年 
  - ファッション雑誌『CanCam』専属モデル
- 1996年
  - 「ユニチカ」水着キャンペーンガール
  - 「キリンビール」キャンペーンガール[23]
- 1999年
  - 『CanCam』専属契約終了[注釈 3]
- 2003年
  - 韓国文化観光親善大使[24]（大韓民国文化観光部）
- 2004年
  - 女性誌『an・an』表紙などでセミヌード公開

## 人物
名前の由来
- 8月の非常に暑い日に生まれたことから、名前だけでも涼しくということで両親が「涼子」と名付けた。

主演女優
- 自身のことを「クールな役を演じることが多いからかっこいいイメージがありますが、実は暗い性格で自信がなく、よく周りのスタッフから「お前は自信がなさ過ぎる」と言われる」と語っており、『松本清張 黒革の手帖』『ドクターX〜外科医・大門未知子〜』などのゼネラルプロデューサーを務める内山聖子は「実はもの凄く小心者」「人見知り」「姉御肌というより、甘えっ子です」と語っている。

- バラエティ番組にも積極的に出演しており（『明石家マンション物語』など）、『THE夜もヒッパレ』、『第43回日本レコード大賞』では司会進行をつとめ、リーダーシップを発揮している。

- 『ドクターX〜外科医・大門未知子〜』では難しい手術シーンもすべて本人が演じている。テレビ朝日関係者によると念のために本物の医師をスタンバイさせているが、米倉の方がうまかったので「もはや、簡単な手術ぐらいならできちゃうかも」と本人が発言したこともある。

その他
- 当初、高校卒業後は英語の専門学校か、トリマーの専門学校 への進学を希望していた。しかしトリマーの学校の方は、ちょうど犬の病気が増えていた時期だったことから、仕方なく辞退した。

- 初恋の人と語っていたのは、弟が幼稚園児の時に所属していたサッカークラブのコーチ。そのコーチは、当時高校生だった。

- 神田うのとは、中学1年生の時に横浜のバレエ教室で一緒にレッスンをしていた間柄だった。

- 大河ドラマ「武蔵 MUSASHI」（NHK）での共演をきっかけに2003年から2005年春まで市川海老蔵（現：十三代目 市川團十郎）と交際していた。2007年3月、パリのオペラ座に海老蔵の歌舞伎公演を観に行ったことで復縁説が浮上していたが、米倉は否定している。

- 仕事などで古いつきあいのある松岡昌宏（TOKIO）が好きであることを2013年頃から公言している。2014年4月に『TOKIOカケル』（フジテレビ系）にゲスト出演した際には、松岡を「理想のタイプ」と評したほか、松岡に対し何度も結婚を迫っていることも明らかにされた。

- 天海祐希のことを「親方」と呼び、プライベートでも仲が良い。

- 早河洋（現：テレビ朝日会長）のことは、「洋」と呼び捨てで呼んでいる。

- 愛読書はクリスチャン・ジャック作「太陽の王ラムセス」（2011年の時点）。

- 2019年に難病の低髄液圧症候群を発症。2022年1月現在も病気と闘っていることを明らかにした。

## 出演作品

### テレビドラマ
- 恋の神様（2000年1月14日 - 3月17日、TBS） - 西園寺エリカ 役
- 天気予報の恋人（2000年4月10日 - 6月26日、フジテレビ） - 須藤郁子 役
- 20歳の結婚（2000年7月6日 - 9月14日、TBS） - 中願寺蘭子 役
- ストレートニュース（2000年10月11日 - 12月13日、日本テレビ） - 市野由香 役
- ラブ・レボリューション（2001年4月9日 - 6月25日、フジテレビ） - 遠藤真理子 役
- 非婚家族（2001年7月5日 - 9月20日、フジテレビ） - 的場ひかる 役
- 愛と青春の宝塚（2002年1月3日・4日、フジテレビ） - エリ 役
- プリティガール（2002年1月9日 - 3月6日、TBS） - 倉井歩美 役
- 整形美人。（2002年4月9日 - 6月25日、フジテレビ） - 主演・早乙女保奈美 役
- ソナギ〜雨上がりの殺意（2002年11月1日、フジテレビ） - 主演・大月千鶴 役
- 大河ドラマ 武蔵 MUSASHI（2003年、NHK） - お通 役
- 奥さまは魔女（2004年1月16日 - 3月26日、TBS） - 主演・松井ありさ 役
  - クリスマスドラマSP 奥さまは魔女リターンズ（2004年12月21日）
- 松本清張 黒革の手帖（2004年10月14日 - 12月9日、テレビ朝日） - 主演・原口元子 役
  - 黒革の手帖スペシャル〜白い闇（2005年7月2日）
- 女系家族（2005年7月7日 - 9月15日、TBS） - 主演・浜田文乃 役
- ハルとナツ 届かなかった手紙（2005年10月2日 - 6日、NHK） - 主演・高倉ハル 役
- 女の一代記 第3夜『悪女の一生〜芝居と結婚した女優・杉村春子の生涯〜』（2005年11月26日、フジテレビ） - 主演・杉村春子 役
- 松本清張 けものみち（2006年1月12日 - 3月9日、テレビ朝日） - 主演・成沢民子 役
- 不信のとき〜ウーマン・ウォーズ〜（2006年7月6日 - 9月21日、フジテレビ） - 主演・浅井道子 役
- 松本清張・最終章 わるいやつら（2007年1月19日 - 3月9日、テレビ朝日） - 主演・寺島豊美 役
- 肩ごしの恋人（2007年7月5日 - 9月6日、TBS） - 主演・早坂萌 役
- 交渉人〜THE NEGOTIATOR〜 第1シリーズ（2008年1月10日 - 2月28日、テレビ朝日） - 主演・宇佐木玲子 役
  - 交渉人スペシャル（2009年2月28日）
  - 交渉人〜THE NEGOTIATOR〜 第2シリーズ（2009年10月22日 - 12月17日）
- モンスターペアレント（2008年7月1日 - 9月9日、関西テレビ・フジテレビ） - 主演・高村樹季 役
- 氷の華（2008年9月6日・7日、テレビ朝日） - 主演・瀬野恭子 役
- SMAP×SMAP（フジテレビ）
  - 本当にあった恋の話 〜衝撃の恋愛エピソードBest10〜「股をかけた恋」（2010年4月19日） - 4股をかけていた女 役
  - Mistake!（2013年3月4日 - 4月8日） - 郁美 役
- ナサケの女〜国税局査察官〜（2010年10月21日 - 12月9日、テレビ朝日） - 主演・松平松子 役
  - ナサケの女〜国税局査察官〜スペシャル（2012年2月4日）
- HUNTER〜その女たち、賞金稼ぎ〜（2011年10月11日 - 12月13日、関西テレビ・フジテレビ） - 主演・井坂黎 役
- ドクターX〜外科医・大門未知子〜 第1期（2012年10月18日 - 12月13日、テレビ朝日） - 主演・大門未知子 役
  - ドクターX〜外科医・大門未知子〜 第2期（2013年10月17日 - 12月19日）
  - ドクターX〜外科医・大門未知子〜 第3期（2014年10月9日 - 12月18日）
  - ドクターX〜外科医・大門未知子〜 スペシャル（2016年7月3日）
  - ドクターX〜外科医・大門未知子〜 第4期（2016年10月13日 - 12月22日）
  - ドクターX〜外科医・大門未知子〜 第5期（2017年10月12日 - 12月14日）
  - ドクターX〜外科医・大門未知子〜 第6期（2019年10月17日 - 12月19日）
  - ドクターX〜外科医・大門未知子〜 第7期（2021年10月14日 - 12月16日）[37]
- 松本清張没後20年・ドラマスペシャル 熱い空気（2012年12月22日、テレビ朝日） - 主演・河野信子 役
- 35歳の高校生（2013年4月13日 - 6月22日、日本テレビ） - 主演・馬場亜矢子 役
- ドラマスペシャル 家政婦は見た!（2014年3月2日、テレビ朝日） - 主演・沢口信子 役
  - ドラマスペシャル 家政婦は見た!2（2015年12月5日）[38]
- 松本清張 強き蟻（2014年7月2日、テレビ東京） - 主演・沢田伊佐子 役
- アウトバーン マル暴の女刑事・八神瑛子（2014年8月9日、フジテレビ） - 主演・八神瑛子 役
- 松本清張スペシャル かげろう絵図（2016年4月8日、フジテレビ） - 主演・縫 役[39]
- リーガルV〜元弁護士・小鳥遊翔子〜（2018年10月11日 - 12月13日、テレビ朝日） - 主演・小鳥遊翔子 役[40]
- 松本清張ドラマスペシャル 疑惑（2019年2月3日、テレビ朝日） - 主演・佐原卓子 役[41]
- エンジェルフライト 国際霊柩送還士（2024年6月9日 - 7月14日、NHKBS） - 主演・伊沢那美 役
- ドクターY〜外科医・加地秀樹〜 第7弾（2024年11月30日、テレビ朝日） - 大門未知子 役[42]

### その他のテレビ番組
- ソトロケ（1999年、読売テレビ）
- 明石家マンション物語（2001年、フジテレビ）
- 明石家ウケんねん物語（2001年、フジテレビ）
- 第43回日本レコード大賞（2001年、TBS） - 司会
- THE夜もヒッパレ（2002年、日本テレビ） - 司会
- 24時間テレビ 「愛は地球を救う」33（2010年、日本テレビ） - チャリティーパーソナリティー
- EARTH fiendly スペシャル「米倉涼子ドイツ未来街道を行く森と古城&エコライフを訪ねる旅」（2012年10月21日、BS朝日） - ナビゲーター
- 米倉涼子・悪女伝説を訪ねて〜コンスタンツェ・モーツァルト〜（2013年4月6日、BSフジ） - ナビゲーター
- ZIP! 半熟ことば（2013年、日本テレビ）
- 米倉涼子 フランス 美食の旅〜ワインと料理 マリアージュの奇跡〜（2014年3月16日、BS朝日） - ナビゲーター
- 米倉涼子のなんでもやります! 私ニューヨークでも失敗しないのでSP（2014年10月5日、テレビ朝日）
- 米倉涼子のミュージカルライフ〜ブロードウェイ生活と「ピピン」との出会い〜（2015年7月26日、BSフジ）
- 小さなレストランの挑戦〜米倉涼子を魅了した三ツ星の味〜（2015年8月8日、北海道放送制作・TBS系列） - ナビゲーター[43]
- BSフジ開局20周年記念番組「私しか知らない森光子〜豪華スター涙と笑いの初告白〜」（2022年3月6日、BSフジ）[44]

### ネットドラマ
- 新聞記者（2022年1月13日、Netflix） - 主演・松田杏奈 役[45]
- エンジェルフライト 国際霊柩送還士（2023年3月17日、Amazon Prime Video） - 主演・伊沢那美 役[46][47]
  - エンジェルフライト THE MOVIE（2026年2月13日配信予定、Amazon Prime Video）[48]

### 映画
- ダンボールハウスガール（2001年、シネカノン） - 主演・桜井杏 役
- GUN CRAZY 復讐の荒野（2002年、キュームービー） - 主演・山田沙紀 役
- 寝ずの番（2006年、角川映画） - 弔問客 役
- 櫻の園（2008年、松竹） - 若松志乃 役（特別出演）
- 交渉人 THE MOVIE タイムリミット高度10,000mの頭脳戦（2010年、東映） - 主演・宇佐木玲子 役
- 劇場版ドクターX FINAL（2024年、東宝） - 主演・大門未知子 役[49]

### 舞台
- 黒革の手帖（2006年、2009年） - 主演・原口元子 役
- CHICAGO（2008年、2010年、2012年） - 主演・ロキシー・ハート 役[注釈 5]
- 風と共に去りぬ（2011年） - 主演・スカーレット・オハラ 役
- スジナシBLITZシアター Vol.2（2015年）[50]
- 米倉涼子 X 城田優 『SHOWTIME』（2021年）[51]

### テレビアニメ
- クレヨンしんちゃん（2019年11月9日、テレビ朝日） - 大門未知子 役[52][53]

### 吹き替え
- マーベル・シネマティック・ユニバース - ナターシャ・ロマノフ / ブラック・ウィドウ 役〈スカーレット・ヨハンソン〉
  - アベンジャーズ（2012年）
  - キャプテン・アメリカ/ウィンター・ソルジャー（2014年）
  - アベンジャーズ/エイジ・オブ・ウルトロン（2015年）
  - シビル・ウォー/キャプテン・アメリカ（2016年）
  - マイティ・ソー バトルロイヤル（2017年）[54]
  - アベンジャーズ/インフィニティ・ウォー（2018年）[55]
  - キャプテン・マーベル（2019年）[56]
  - アベンジャーズ/エンドゲーム（2019年）[57]
  - ブラック・ウィドウ（2021年）[58]
- ダイアナ（2013年） - ウェールズ皇妃ダイアナ 役〈ナオミ・ワッツ〉[59]
- ブレット・トレイン（2022年） - マリア 役〈サンドラ・ブロック〉[60]

### CM
- ワコール「マジカルトップブラ」（1995年）
- 花王「ジェンヌ」（1997年）
- 東芝「carrots」（1998年）
- カネボウ化粧品
  - 「アリィー」（2000年 - 2002年）
  - 「SALA」（2001年 - 2004年）
  - 「レヴュー」（2001年 - 2002年）
  - 「ヴィタロッソ」（2002年 - 2004年）
  - 「オルフェ」（2002年 - 2004年）
- フィットハウス（2000年 - 2002年）
- 大塚製薬「ポカリスエットステビア」（2000年）
- フレッシュアイ（2000年）
- リンクカード（2000年）
- 横浜市「元気な街横浜」（2000年）
- 日清食品
  - 「麺の達人」（2001年）
  - 「アジアンヌードル」（2005年）
  - 「フォー・はるさめ」（2005年 - 2006年）
- 丸井「ru」（2001年 - 2003年）
- シード
  - 「コンタクトレンズ」（2001年 - 2003年）
  - 「シード1dayPure EDOF」（2019年 - ）[61]
- ジアス（2001年 - 2003年）
- LG電子ジャパン「エアコン」（2001年 - 2002年）
- NTT DoCoMo 関西（2001年）
  - 「503i」
  - 「503iS」
- 富士フイルム「nexia Q1」（2001年）
- JOMO（現：ENEOS）「JOMOカードプラス」（2002年）
- アサヒ飲料
  - 「中国緑茶 凛」（2002年）
  - 「アサヒクリアラテ from おいしい水」（2018年）
- 明治製菓（現：明治）
  - 「アーモンド・マカダミア」（2002年 - 2003年）
  - 「レガ」（2002年）
  - 「クイックス」（2003年 - 2004年）
  - 「うすまきアーモンド」（2004年）
  - 「リッチフラン」（2005年）
  - 「テオブロ」（2005年）
- ハウステンボス（2002年 - 2003年）
- スズキ「MRワゴン」（2002年 - 2004年）
- 日本コカ・コーラ
  - 「ジョージア」（2003年 - 2004年）[注釈 6]
  - 「コスタコーヒー」（2022年3月 - ）[62]
- ジェムケリー（2003 - 2004年）
- 福島県「二本松菊人形展」（2003年）
- ゴルフパートナー（2004年）
- TBSラジオ ザ・ベースボール（2004年）[注釈 7]
- 大東建託「いい部屋ネット」（2004年 - 2008年）
- 興和
  - 「バンテリンコーワパップS」（2005年 - 2009年）
  - 「新QPコーワゴールド」（2005年 - 2009年）
  - 「キューピーコーワゴールドアルファ」（2009年 - ）
  - 「キューピーコーワゴールドα-プラス」（2013年 - ）
  - 「キューピーコーワαドリンク」（2017年 - ）
  - 「キューピーコーワゴールドドリンク」（2019年 - ）
  - 「キューピーコーワゴールドαプレミアム」（2021年 - ）
- たかの友梨ビューティークリニック（2005年 - 2009年）
- DCキャッシュワン（2005年 - 2009年）
- カメリアダイヤモンド（2006年）
- ヤクルト本社「黒酢ドリンク」（2008年）
- 森永乳業「マウント･レーニア・ダブル・エスプレッソ」（2009年 - 2012年）
- POLA「B.A」（2010年 - ）
- EPSON「Offirio」（2010年 - ）
- スカイチーム「スカイチーム・カーゴ」（2012年）
- 佐川急便（2013年 - ）
- 東京新聞（2014年 - ）
- 日本宝くじ協会「ジャンボ宝くじ」（2014年 - ）
- アクアクララ「アクアトラスト」（2014年 - ）
- 薩摩酒造「黒白波」（2014年 - ）
- みずほ銀行「年末ジャンボ宝くじ」（2015年 - ）[63]
- ニベア花王（2017年 - ）
- ロッテ「キシリトールオーラテクトガム」（2017年）
- 日本和装「無料着付教室」（2017年 - ）
- アサヒビール「極上<キレ味>」（2019年）
- プレミアアンチエイジング「CANADEL（カナデル）」（2020年 - ）
- 楽天モバイル（2020年7月 - ） 単独出演→楽天カードマン（川平慈英）と共演（2021年）
- コーセー
  - 「サンカット プロディフェンス」（2022年 - ）[64]
  - 「グレイス ワン リンクルケア」（2022年 - ）[65]
- 東洋水産「マルちゃん ZUBAAAN!」（2022年 - ）[66]
- アクシスコンサルティング株式会社[67]（2025年7月 - ）[68]

## 受賞歴
- 1992年
  - 第6回全日本国民的美少女コンテスト 審査員特別賞
- 2001年
  - 第29回ザテレビジョンドラマアカデミー賞 ベストドレッサー賞（『ラブ・レボリューション』）[69]
  - 2001ベストレザーニスト賞
  - 第14回日本メガネベストドレッサー賞
  - ネイルクイーン2001 ベストネイルドレッサー賞
  - ミスブリリアント2001（TVガイド主催）
  - ベストドレッサー賞
  - ヴィーナス・イタリアーナ・ジャパン2001
- 2002年
  - 第13回日本ジュエリーベストドレッサー賞
  - 第26回エランドール賞 新人賞[70]
  - 第39回ゴールデン・アロー賞 放送部門
  - 第10回E-ライン・ビューティフル大賞
  - 第33回ザテレビジョンドラマアカデミー賞 ベストドレッサー賞（『整形美人。』）[71]
  - 第19回ベストジーニスト賞 一般選出・女性部門
  - ベストヘア賞
- 2003年
  - 花キューピットフラワーアワード
- 2004年
  - 第40回ザテレビジョンドラマアカデミー賞 ベストドレッサー賞（『奥さまは魔女』）
- 2005年
  - 第42回ゴールデン・アロー賞 放送賞（ドラマ部門）
- 2006年
  - 第14回橋田賞（『黒革の手帖』､『ハルとナツ』など）[72]
  - 第7回ベストフォーマリスト
  - 第4回きもの大賞
  - evian Pink Award 2006
- 2007年
  - Ms.Lily 2007（もっともユリの似合う女性）
  - 第1回日本メイクアップ大賞
- 2008年
  - ネイルクイーン2008 女優部門
- 2009年
  - Graceful Woman Award（気品が漂う女性有名人）
  - 第1回プラチナ・ミューズアワード
  - パーティー・クィーン・オブ・ザ・イヤー
- 2010年
  - オーキッド・クイーン2010
  - 第6回ファー・オブ・ザ・イヤー
- 2011年
  - 第9回クラリーノ美脚大賞
  - 日本ファッションリーダーアワード
- 2012年
  - 第23回日本ジュエリーベストドレッサー賞
  - 第37回菊田一夫演劇賞 演劇賞[73]
  - ブルガリブリリアント・ドリーム・アワード2012
  - 第75回ザテレビジョンドラマアカデミー賞 主演女優賞（『ドクターX〜外科医・大門未知子〜』）[74]
- 2013年
  - 第29回浅草芸能大賞 奨励賞
  - 第21回橋田賞[75]
  - 第10回COTTON USAアワード Miss COTTON USA
  - 第79回ザテレビジョンドラマアカデミー賞 主演女優賞（『ドクターX〜外科医・大門未知子〜』）[76]
- 2014年
  - 第3回ベストビューティストアワード 女優部門[77]

## 作品

### 写真集
- tough（2000年、朝日出版社）

### 出版
- 米倉涼子 ryoko yonekura（2002年、ダイヤモンド社）
- 米倉涼子2003ファッションBOOK（2002年、光文社）
- 米倉涼子 digi+KISHIN（2004年、朝日出版社）

### 映像
- 米倉涼子 in fiji（1995年、ソニーPCL）ビデオCD
- 米倉涼子 digi+KISHIN（2003年、小学館）DVD